# Yechiva de Lida
La Yechiva de Lida est une école rabinnique fondée, à Lida, dans l'Empire russe, aujourd'hui en Biélorussie, en 1905 par le rabbin Yitzchak Yaacov Reines.

## Histoire
Yitzchak Yaacov Reines qui est le rabbin de la ville de Lida fonde la Yechiva de Lida en 1905,.

## Élèves réputés
- Wolf Gold
- Yehuda Lubetsky